# Denden
Denden (でんでん?, Denden; Chikushino, 23 gennaio 1950) è un attore giapponese.

## Biografia
Yoshihiro Ogata (緒方 義博) utilizza lo pseudonimo di Denden nelle opere a cui prende parte. Fra i tanti film a cui ha partecipato Cold Fish nel ruolo dello spietato serial killer, Yukio Murata. Il film presentato nella 67ª Mostra internazionale d'arte cinematografica di Venezia e i 13 assassini di Takashi Miike

## Filmografia parziale

### Cinema
- Cure, regia di Kiyoshi Kurosawa (1997)
- Gojira 2000 - Millennium (Gojira ni-sen - Mireniamu), regia di Kiyoshi Kurosawa (1999)
- Uzumaki, regia di Higuchinsky (2000)
- Ju-on, regia di Takashi Shimizu (2000)
- Ju-on 2, regia di Takashi Shimizu (2000)
- Eureka, regia di Shinji Aoyama (2000)
- Red Shadow: Akakage, regia di Hiroyuki Nakano (2001)
- Koisuru tomato kumainkanaba, regia di Hideo Nanbu (2006)
- Dororo, regia di Akikhiko Shiota (2007)
- Kabei - Our Mother (Kâbê), regia di Yōji Yamada (2008)
- Tokyo Sonata, regia di Kiyoshi Kurosawa (2008)
- Kanikôsen, regia di SABU (2009)
- Chanto tsutaeru, regia di Sion Sono (2009)
- Tsuki to uso to satsujin, regia di Masaya Takahashi (2010)
- Cold Fish, regia di Sion Sono (2010)
- Ooshikamura soudouki, regia di Junji Sakamoto (2011)
- Shiniyuku tsuma tono tabiji, regia di Yukinari Hanawa (2011)
- Cut, regia di Amir Naderi (2011)
- Himizu, regia di Sion Sono (2011)
- Qualcuno da amare (Raiku samuwan in rabu), regia di Abbas Kiarostami (2012)
- Kibô no kuni, regia di Sion Sono (2012)
- Kiyosu kaigi, regia di Kôki Mitani (2013)
- Killers, regia di The Mo Brothers (2014)
- Tokyo Tribe, regia di Sion Sono (2014)
- Shinobi no kuni, regia di Yoshihiro Nakamura (2017)
- Aru otoko, regia di Kei Ishikawa (2022)

### Televisione
- Trick, serie televisiva (2003)
- Puzzle 2, ep. 7 dorama (2008)
- Beautiful Rain, serie televisiva (2012)
- Amachan, serie televisiva (2013)